# Jeuss
Jeuss (en francés Jentes) es una comuna suiza del cantón de Friburgo, situada en el distrito de See/Lac. Limita al norte y este con el Staatswald Galm, al sur con Gurmels, al suroeste con Cressier, y al noroeste con Salvenach.